# Университет Наварры
Университет Наварры (исп. Universidad de Navarra) — частный университет, основанный в городе Памплона (Наварра, Испания) в 1952 году святым Хосемарией Эскрива де Балагер. Университет является корпоративной работой персональной прелатуры «Opus Dei». Университет имеет кампусы в Памплоне, Сан-Себастьяне, Мадриде, Барселоне, Мюнхене и Нью-Йорке. Он предлагает 36 программ первого цикла, 34 второго цикла и 21 докторскую программу. В 2021 году юридический факультет университета занял первое место в Испании и 44-е место в мире в международном рейтинге Times Higher Education.
В университете также есть учебная больница, где 2045 квалифицированных специалистов обслуживают более 100 000 пациентов каждый год, и исследовательский медицинский центр CIMA, который фокусируется на четырех основных областях: онкология, неврология, сердечно-сосудистые науки и генная терапия.

## История
Университет Наварры – одна из старейших корпоративных работ «Opus Dei». Первоначально она была создана как «Общественная школа Наварры», 17 октября 1952 года, в которой работала юридическая школа на 48 человек, руководимая 8 профессорами под руководством ее первого ректора профессора Исмаэля Санчеса-Бели.
8 октября 1955 года был создан гуманитарный факультет. В 1958 году в Барселоне была создана бизнес-школа как аспирантура университета. В 1960 году Святой Престол создал школу как университет, а Хосемария Эскрива стал ее великим канцлером. В 1961 году была открыта первая часть клинической больницы Университета Наварры.
В 1964 году бизнес-школа этого университета приступила к первой магистерской программе. 1 ноября 1969 года Институт теологии стал теологическим факультетом, а 8 ноября Институт журналистики был преобразован в факультет информационных наук.
В 1976 году был открыт корпус гуманитарного факультета. В 1982 году был открыт Центр исследований и технических исследований в Гипускоа. В 1986 году были созданы Институт науки и техники, Институт предприятий и Центр информационных технологий.
В 2002 году университет отметил свое 50-летие.
В январе 2015 года в университетском городке был открыт Музей Наварского университета (исп. Museo Universidad de Navarra). В музее есть богатая коллекция современного искусства таких художников как Пабло Пикассо, Василия Кандинского и многих других. Здание музея является трудом архитектора Рафаэля Монео. Музей организует многочисленные культурные мероприятия и курсы для студентов. 

## Факультеты
- Точные науки
- Архитектура
- Коммуникация, информационные науки (первая в Испании университетская школа журналистики была основана в 1958 году Антонио Фонтаном[4])
- Медицина, фармация (фармакология), медсестринство
- Гуманитарные науки, философия
- Юридическая школа, право
- Теология, каноническое право
- Экономика
- Образование, педагогика, психология
- Инженерная школа,
- Школа менеджмента
- Школа бизнеса
- Школа моды

## Известные выпускники
- Аранча Гонсалес Лайя — испанский экономист, политический и государственный деятель. В прошлом — министр иностранных дел Испании.
- Педро Моренес — бывший посол Испании в США.
- Педро Санчес — действующий премьер-министр Испании.